# Farid Esack

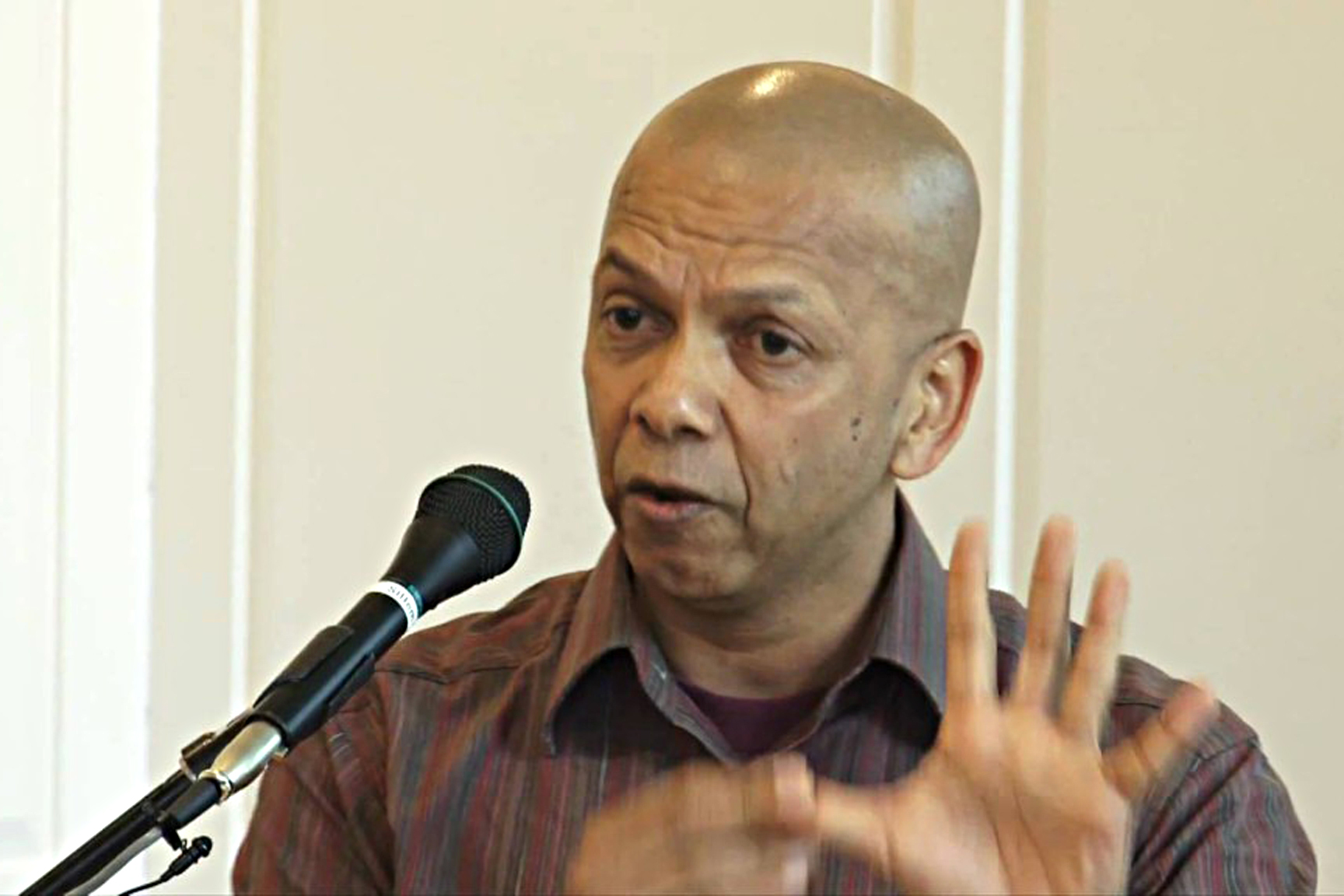
Farid Esack

Farid Esack (* 1959 in Wynberg, Südafrika) ist ein südafrikanischer islamischer Theologe und politischer Aktivist. Bekanntheit erlangte er wegen seiner Rolle als Aktivist für die antiisraelische Kampagne Boycott, Divestment and Sanctions (BDS).

## Leben und Wirken

### Jugend und Ausbildung
Farid Esack ist in Südafrika geboren und wuchs dort in ärmlichen Verhältnissen auf. Im Alter von neun Jahren trat er der Tablighi-Jamaat-Bewegung bei. Im Alter von zehn Jahren unterrichtete er an einer Madrasa (religiösen Schule). Seit seiner Jugend engagierte er sich gegen die Apartheid. Er erhielt ein Stipendium für ein Studium in Pakistan. Farid Esack war beeindruckt von den Beziehungen zwischen Muslimen und Christen in Pakistan. Das veranlasste ihn, den Koran aus einer anderen Perspektive zu betrachten. Später studierte er im Vereinigten Königreich sowie in Deutschland an der Philosophisch-Theologischen Hochschule Sankt Georgen in Frankfurt am Main.
Esack lehrte u. a. an der Universität des Westkaps, in Hamburg, an der Gadjah-Mada-Universität, am Union Theological Seminary in New York und an der Xavier University of Cincinnati und war Gastprofessor an der Harvard University in den USA. Seit 2008 ist er Professor für Islamische Theologie an der Universität Johannesburg.

### Politisches Engagement
Ab 1994 war Esack vier Jahre lang Gleichstellungsbeauftragter der Regierung Nelson Mandelas. Darüber hinaus war er in zahlreichen Organisationen tätig, u. a. im Kampf gegen Aids und bei den Positive Muslims. Im Muslim Youth Movement (MYM) leitete er eine Kommission, die untersuchte, wie MYM am Einsatz gegen Apartheid engagiert war; Esack geriet mit konservativen Gruppen in Konflikt, die eine Kooperation mit Nichtmuslimen ablehnten, sowie mit ultralinken Gruppen wie dem Black Consciousness Movement. Darauf gründeten Esack und andere am 17. Juni 1984 die Organisation Call of Islam (COI), die sich der United Democratic Front anschloss und unter Muslimen dafür warb, nicht mit der Apartheids-Regierung zusammenzuarbeiten. Dazu wurden öffentliche Zusammenkünfte organisiert, Demonstrationen, Freitagsgebete, Türbesuche, Boykottaufrufe und politische Schriften verfasst. Insgesamt wollte der COI ein politisches Bewusstsein unter Muslimen befördern, um „eine nicht-rassistische, nicht-sexistische und demokratische Gesellschaft in Südafrika aufzubauen“.
Esack ist Vorstandsvorsitzender der antiisraelischen „BDS“-Bewegung von Südafrika.
Esack werden Verbindungen zur Terrororganisation Volksfront zur Befreiung Palästinas vorgeworfen. So empfing er bei einer Spendenaktion im Jahr 2015 Leila Chaled.

### Politische Theorie und Konsequenzen
Im Islamischen Zentrum Hamburg forderte Esack: „Die Idee eines islamischen Staates in Deutschland muss vertreten werden dürfen“.
Infolge einer Boykottkampagne beendete im März 2011 die Universität von Johannesburg alle Verbindungen mit der Ben-Gurion Universität in Israel. Insbesondere ging es um ein Forschungsprojekt zur Wasseraufbereitung. Einer der zentralen Koordinatoren und Protagonisten der Boykott-Initiative war Esack. Diese Boykottkampagne legte den Grundstein der Gründung der BDS-Bewegung unter Esack und Muhammed Desai.
Nach den Terroranschlägen in Paris im November 2015, in deren Verlauf 130 Zivilisten ermordet wurden und 368 verwundet, publizierte Esack ein Statement auf Facebook:
„Am 15. November 2015 bete ich nicht für Paris; ich verurteile niemanden. Warum zur Hölle sollte ich das? Ich hatte nichts damit zu tun. Es macht mich krank, wie ständig erwartet wird, dass man etwas verurteilt. Ich wende mich ab von euren beschissenen rassistischen und islamophoben Erwartungen und davon, dass ich immer Entsetzen heucheln soll, wenn eure Hühner heimkommen zur Ruhstatt. Hört auf, Terrorwerkzeuge zu unterstützen und zu finanzieren, entfernt euch aus den Ländern und Kontinenten anderer Menschen, hört auf, friedfertigen Widerstand gegen Besatzungen für gesetzwidrig zu erklären, wie die Boycott, Divestment and Sanctions (BDS) Bewegung, gebt euren kulturellen Imperialismus auf, zerstört eure Waffenindustrie, die die Waffen bereitstellt, die jedes Jahr Hunderttausende töten. Die Logik ist ganz einfach: Wenn du isst, dann ist es dumm anzunehmen, dass niemals Scheiße aus deinem Körper kommen wird. Ja, ich fühle Mitleid mit den Opfern, auf die die Scheiße fällt. Aber, zur Hölle, nehmt sie euch zu eigen, es ist eure Scheiße!“

## Kontroversen
2015 wurden zwei Vorträge Esacks zu angeblichen Parallelen zwischen Israel und dem südafrikanischen Apartheidsregime an Universitäten in Toulouse und Paris im Rahmen einer Vortragsreise durch Frankreich nach Protestbriefen der Union des étudiants juifs de France und Bureau National de Vigilance Contre l'Antisémitsme abgesagt. Esack äußerte sich dazu, dass er die erhobenen Vorwürfe nicht nachvollziehen könne, insbesondere nicht den des Antisemitismus; er verwies darauf, dass er sich seit 25 Jahren wissenschaftlich mit Formen des Antisemitismus, insbesondere unter Muslimen, beschäftige und eindeutig dagegen ausspreche.
Im Januar und Februar 2017 sollte Farid Esack in Berlin, Freiburg, Bonn und Hamburg insbesondere zu „BDS und Antisemitismus“ sprechen. Gegen eine Veranstaltung des Café Palestine im Januar 2017 in einem Hörsaal der Universität Freiburg sprachen sich unter anderem die Deutsch-Israelische Gesellschaft in Berlin, Freiburger Studierendenvertreter und ein Stadtrat aus. Universitätsrektor Hans-Jochen Schiewer und Universitätssprecher Rudolf-Werner Dreier erklärten dazu, dass die Veranstaltung durch die Universität nicht abgesagt werden könne. Die Universität sei ein Ort des Diskurses, der unterschiedliche und auch extreme Meinungen aushalten müsse.
Im Wintersemester 2016/17 hatte die Akademie der Weltreligionen der Universität Hamburg Esack als Gastprofessor eingeladen. Eine Veranstaltung im Kaisersaal des Rathauses wurde allerdings abgesagt. Kritisiert wurde vor allem sein Wirken als Aktivist für BDS-Südafrika. Die israelische Botschaft, die Esack dabei antisemitische Äußerungen zuschrieb, die jüdische Gemeinde und mehrere Politiker, u. a. der CDU, der Grünen und der AfD intervenierten. In Universitätskreisen wurde daraufhin seine Berufung als Fehlgriff bezeichnet. Wissenschaftssenatorin Katharina Fegebank bezeichnete daraufhin Boykottaufrufe gegen Israel und das jüdische Volk als „völlig inakzeptabel“ und drängte auf eine Erklärung zu den Auswahlkriterien der Berufung Esacks; die Universität leitete ein internes Prüfverfahren ein. Esack selbst äußerte, er könne die Vorwürfe nicht nachvollziehen; er habe sich stets gegen Antisemitismus ausgesprochen; sein Aktivismus bei BDS entspreche seinem Engagement gegen die südafrikanische Apartheid: „Dieser Boykott richtete sich damals nicht gegen weiße Menschen, sondern gegen ein bestimmtes Regime.“ Die Deutsch-Palästinensische Gesellschaft und der damalige taz-Journalist Daniel Bax kommentierten, Esack könne nicht als Antisemit gelten. Der Beirat der verantwortlichen Akademie der Weltreligionen stuft die Entscheidung für Esacks Berufung mittlerweile aufgrund von dessen Haltung zu Israel als Fehler ein: „Unter Berücksichtigung der jetzt bekannten Fakten würde eine Entscheidung, Prof. Dr. Esack auf eine Gastprofessur zu berufen, sicherlich anders ausgefallen sein.“

## Schriften (Auswahl)
- The Struggle. Call of Islam, Maitland, Südafrika 1988, ISBN 0-620-12519-5.
- But Musa went to Fir´aun!, Call of Islam, Maitland, Südafrika 1989, ISBN 0-620-14105-0 (Zusammenstellung von Fragen und Antworten über die Rolle der Muslimen im südafrikanischen Kampf für Freiheit)
- Qur´an, Liberation and Pluralism! an Islamic perspective of interreligious solidarity against oppression. OneWorld, Oxford 1997, ISBN 1-85168-121-3 (beschäftigt sich mit koranischen Aussagen, besonders zu den Beziehungen zwischen Muslimen und Angehörigen anderer Religionen)
- Islam and Politics, Third World Foundation, London 1998.
- On being a Muslim, finding a religious path in the world today, OneWorld, Oxford 1999, ISBN 1-85168-146-9 (thematisiert die Suche nach einem religiösen Weg, in der heutigen Welt)
- Wahrheit und Dialog: Gedanken eines muslimischen Theologen, in: Wolfram Weiße (Hrsg.), Wahrheit und Dialog: theologische Grundlagen und Impulse gegenwärtiger Religionspädagogik (= Religionspädagogik in einer multikulturellen Gesellschaft Bd. 4), Waxmann, Münster u. a. 2002, ISBN 3-8309-1140-8, 43–52.
- Islam and Gender Justice. Beyond Apologia, in: John C. Raines, Daniel C. Maguire (Hrsg.): What Men owe Women: Men’s Voices from World Religions, Albany 2001, 187–210.
- The Qur'an: A Short Introduction. OneWorld, Oxford 2002, ISBN 1-85168-231-7.
- The Qur'an: A User's Guide. OneWorld, Oxford 2005, ISBN 1-85168-354-2.
- hrsg. mit Sarah Chiddy: Islam and AIDS: Between Scorn, Pity, and Justice. Oneworld, Oxford 2009, ISBN 978-1-85168-633-9.
- Unterwegs zu einer islamischen Befreiungstheologie, in: Klaus von Stosch, Muna Tatari (Hrsg.): Gott und Befreiung. Befreiungstheologische Konzepte in Islam und Christentum, Paderborn 2012 (= Beiträge zur komparativen Theologie Bd. 5), ISBN 978-3-506-77317-3, 19–42.
- Die Feuerprobe des Glaubens – Wirtschaftliche Gerechtigkeit in den frühen mekkanischen Suren, in: Christian Ströbele, Anja Middelbeck-Varwick, Amir Dziri, Muna Tatari (Hrsg.): Armut und Gerechtigkeit. Christliche und islamische Perspektiven, Pustet, Regensburg 2016, ISBN 978-3-7917-2775-2, 30–54.